# دبیله
دبیله (به عربی: الدبیلة) یک شهرداری در الجزایر است که در ناحیه الدبیله واقع شده‌است. دبیله ۲۵٬۱۵۸ نفر جمعیت دارد و ۵۸ متر بالاتر از سطح دریا واقع شده‌است.